# تنبیه دسته‌جمعی

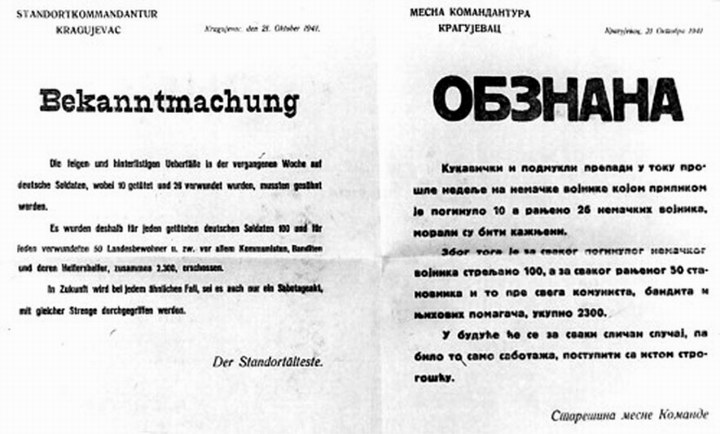
نمایی از اعلامیهٔ آلمان نازی در کشتار ۲۳۰۰ غیرنظامی در قتل‌عام کراگویواچ، به عنوان انتقام قتل ۱۰ سرباز آلمانی کشته‌شده توسط پارتیزان‌های یوگسلاوی در صربستان اشغال‌شده توسط نازی‌ها - ۲۱ اکتبر ۱۹۴۱

تنبیه دسته‌جمعی، تنبیه جمعی یا مجازات دسته‌جمعی به کیفر و تنبیه گروهی از مردم به ازای رفتار نامناسب یک یا چند شخص دیگر گفته می‌شود. ممکن است گروه مجازات‌شده به شخص یا اشخاص مستحق مجازات، ارتباط مستقیمی نداشته باشند یا حتی کنترلی هم بر آنان نداشته باشد. در بحبوحهٔ جنگ و منازعات مسلحانه، معمولاً مجازات دسته‌جمعی به سبعیت و قساوت انجامیده و ناقض حقوق جنگ و کنوانسیون ژنو است. به‌طور تاریخی، قدرت‌های اشغالگر از مجازات دسته‌جمعی به عنوان حربه‌ای برای اقدامات تلافی‌جویانه و بازدارنده علیه نیروهای مقاومت استفاده کرده‌اند (فی‌المثل نابودسازی کامل شهرهایی که در برابر سقوط پایداری کرده‌اند). «تنبیه دسته‌جمعی» سیاستی غیرقانونی است. همچنین، ازآنجایی‌که تنبیه دسته‌جمعی نوعی مجازات کسانی است که مجرم نیستند، در نتیجه تنبیه دسته‌جمعی، اصل برائت را نیز نقض می‌کند.

## ارتش
در ارتش‌ها یک رسم و شعار دیرینه برای تنبیه جمعی وجود دارد با این مضمون که: «تشویق برای یک نفر، تنبیه برای همه»، با این همه در دنیای سازمان‌ها و مدیریت، عکس این قاعده مصداق پیدا می‌کند و معمولاً تلاش می‌شود عملکرد مطلوب سازمان با تشویق تمام کارکنان پاداش داده شود و عملکرد ضعیف یک کارمند یا مدیر با تنبیه خود او پاسخ داده شود.

## مصداق‌ها

### منازعات اسرائیلیان و فلسطینیان
حصر کنونی نوار غزه توسط اسرائیل مورد انتقاد کمیتهٔ بین‌المللی صلیب سرخ، گزارشی از سازمان ملل متحد، و شماری از سازمان‌های دیگر قرار گرفته است که این اقدام دولت اسرائیل را مجازات دسته‌جمعی فلسطینیان خوانده‌اند. ادعا شده اقدام اسرائیلیان برای ویران‌سازی خانه‌های فلسطینیان دستگیرشده، مظنون، یا محکوم نیز نوعی مجازات دسته‌جمعی است چرا که سایر اعضای خانواده به خاطر اقدامات کس دیگری (به فرض آنکه واقعاً اقدامی کرده باشد) خانه و کاشانه‌شان را از دست می‌دهند و این ناقض حقوق بین‌الملل است.